# Abbaye Saint-Léger d'Ébreuil
L'abbaye Saint-Léger d'Ébreuil, fondée au Xe siècle, est une abbaye située en France à Ébreuil dans l'Allier. Mais à la suite d'une décision de Louis XV (lettres patentes de juin 1765), les bâtiments ont été détruits pour faire place à un hôpital des Charitains.
Aujourd'hui, il ne reste plus rien de l'abbaye, à l'exception de l'église abbatiale de style carolingien, roman et gothique primitif. Elle est la seule église carolingienne d'Auvergne et fait partie des cinq églises carolingiennes de France ayant conservé leur charpente en bois.

## Histoire de l'abbaye

### Fondation
À la fin du VIIIe siècle Louis le Pieux (dit aussi "le Débonnaire"), fils de Charlemagne, roi d’Aquitaine, puis roi des Francs et empereur d'Occident y établit une de ses cinq résidences royales,.
Au IXe siècle, entre 853 et 866 la translation des reliques de saint Maixent et de saint Léger par les moines de Saint-Maixent en Poitou, fuyant les raids Normands, abouti à Ébreuil où le souverain carolingien, soit Charles l'Enfant ou probablement Charles le Simple, les installe dans la chapelle royale. Les reliques de saint Léger restent à Ébreuil, celles de  saint Maixent sont captées par le roi Salomon où elles arrivent au monastère Saint Sauveur de Plélan siège du domaine royal, monastère dépendant de abbaye Saint-Sauveur de Redon,. En 926, d'après la Chronique de Saint-Maixent, ils construisent un premier monastère qui fait l'objet de nombreuses dotations dont celles de Lothaire qui fait don de la "terre" d'Ébreuil. Dans la deuxième moitié du XIe siècle l'abbatiale est l'objet de grands travaux portant sur la nef et le transept. En 1080, face au rayonnement du monastère, le pape Grégoire VII l'érige en abbaye de l'ordre de Saint-Benoît.
La possession des reliques de saint Léger attire la vénération des pèlerins et contribue à la richesse et à la notoriété de l'abbaye. La châsse de saint Léger qui date du XVIe siècle repose actuellement sur une colonne de pierre, derrière le maître-autel.

### Évolution du statut
Les bâtiments monastiques ont été détruits au XVIIIe siècle ainsi que le bas-côté sud de l'abbatiale. Un hôpital-maison de retraite a été construit à la place des bâtiments conventuels.
L'église abbatiale est devenue église paroissiale d'Ébreuil à la Révolution, en remplacement de l'église Notre-Dame, plus petite et en moins bon état, qui fut désaffectée.

### Les abbés d'Ébreuil
Les abbés d'Ébreuil ont été au nombre de cinquante, depuis Amblard qui dirigeait la communauté en 961 lorsque Lothaire lui abandonna le château d'Ébreuil jusqu'à Philibert Nicolas Hemey d'Auberive, abbé lorsque l'abbaye fut supprimée par la Révolution.
Des fouilles faites dans le sol de l'église en 1767, avec un compte rendu qui est conservé, ont permis de retrouver les tombeaux de différents abbés, notamment un certain Gerbert, suivi de son neveu maternel Guillaume, premier abbé avant 1072 et mort en 1090.
Le premier abbé commendataire semble avoir été Guillaume IV d'Aubière en 1473.
Parmi les abbés les plus connus, on peut citer :
- François de Tournon (1489-1562), cardinal, successivement archevêque d'Embrun, de Bourges, d'Auch et de Lyon, diplomate, qui fut abbé commendataire d'Ébreuil de 1509 à 1526.
- Jacques-François de Sade (1705-1778), ami de Voltaire et d'Émilie du Châtelet, libertin et érudit, historien de Pétrarque et oncle du marquis de Sade, chargé de l'éducation de ce dernier de l'âge de quatre ans à l'âge de dix ans. Il fut abbé commendataire d’Ébreuil de 1744 à 1778.
- Philibert Nicolas Hemey d'Auberive (1739-1815), dernier abbé d'Ébreuil de 1780 à la Révolution. Il fit construire le logis abbatial. Il consacra la dernière partie de sa vie à la publication d'ouvrages de philosophie et de théologie et à une édition des œuvres complètes de Bossuet.

## Architecture de l'abbaye

### L’église abbatiale
Elle a été bâtie entre le Xe et XIIe siècles ; la nef et le transept sont de style carolingien, c'est d'ailleurs la seule église carolingienne d'Auvergne, tandis que le chœur est de style gothique primitif. Le clocher-porche à trois niveaux est de style roman du début XIIe siècle. À noter les très belles peintures murales de la tribune.
Elle a été bâtie sur l'ancienne église du monastère construite vers 960 par les moines bénédictins de Saint-Maixent pour abriter les reliques de saint Léger. La châsse qui a contenu les reliques est en cuivre argenté et en bois, elle date du XVIe siècle.
La nef bâtie au début du XIe siècle possède cinq travées marquées par des piliers rectangulaires sans sculpture et un narthex à l'auvergnate (toute la largeur de l'édifice). Une charpente en bois protège cette nef carolingienne. Devant la façade originelle a été implanté un magnifique clocher-porche rectangulaire construit vers 1125 et probablement inspiré de celui de l'abbaye de Fleury, à Saint-Benoît-sur-Loire.
Les recherches de Georges Jousse démontrent que ce clocher-porche, exceptionnel par son élégance, ses proportions et son harmonie générale, a été construit en utilisant les triangles égyptiens (le triangle isiaque 3-4-5, le triangle de Khéops et le nombre d'or.).
En 1170, le chevet carolingien a été détruit et remplacé par un chevet de style gothique naissant.
Il est intéressant de noter que nef, travée, clocher-porche répondent à l'élégance du nombre d'or.
Les bas-reliefs du tympan du portail ont été retrouvés en 1860 sous une dalle de l'église, cette sculpture peut être datée du XIIe siècle.
Les peintures murales du XIIe siècle de la tribune représentent les martyres de sainte Valérie et de saint Pancrace. Dans la nef, à partir du troisième pilier sud on trouve une magnifique peinture de saint Georges terrassant le dragon et au-dessus une peinture du Christ en croix, ainsi que saint Blaise et saint Léger (Leodegarius en latin). Ces peintures sont du XVe et XVIe siècles.

### Les bâtiments monastiques
Il n'existe plus rien des bâtiments monastiques à la suite de leur destruction au XVIIIe siècle (1776). Les bâtiments conventuels ont été remplacés par un hôpital dirigé par les religieux charitains (ordre de Saint-Jean-de-Dieu).